# Pajukari (ö i Birkaland, Övre Birkaland, lat 62,12, long 23,86)
Pajukari är en obetydlig liten ö i Finland. Den ligger i sjön Vaskivesi och Visuvesi och i kommunen Ruovesi i den ekonomiska regionen  Övre Birkalands ekonomiska region  och landskapet Birkaland, i den sydvästra delen av landet, 220 km norr om huvudstaden Helsingfors.